# شقة ملحقة

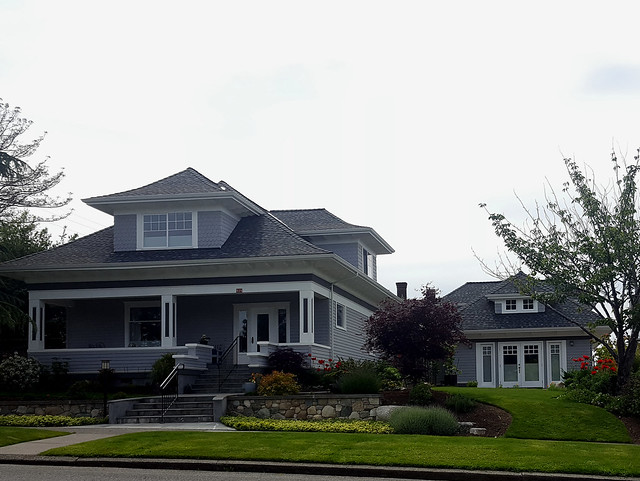
منزل على الطراز الأمريكي ذو شقة ملحقة

الشقة الملحقة أو الجناح الملحق هي شقة مستقلة، أو منزل ريفي، أو وحدة سكنية صغيرة، تقع على عقار يحتوي على منزل رئيس منفصل، أو منزل عائلي واحد، أو مزدوج، أو وحدة سكنية أخرى. قد تكون الشقة الملحقة ملحقًا بالمنزل الرئيس أو منفصلة، تقع فوق المرآب، أو توصل عبر مرآب السيارات، أو في الفناء الخلفي على نفس العقار. قد يكون من أسباب الرغبة في إضافة الشقة الملحقة إلى العقار الحصول على دخل إضافي، أو دعم أحد أفراد الأسرة.